# Eucalyptus sieberi
Eucalyptus sieberi é uma espécie de árvore de porte médio a alto, endêmica do sudeste da Austrália. Possui casca áspera no tronco e na base dos ramos maiores, com casca lisa na parte superior. Suas folhas adultas são lanceoladas a curvas, e os gomos florais aparecem em grupos de sete a quinze, produzindo flores brancas e frutos em forma de barril ou cone.

## Descrição
O Eucalyptus sieberi geralmente cresce entre 25 e 45 metros de altura e não desenvolve um lignotúber. Apresenta casca áspera no tronco e nos ramos maiores, enquanto a parte superior exibe uma casca lisa, de cor branca a amarelada. Nos exemplares jovens, a casca áspera é fina e escamosa, mas, com o passar do tempo, torna-se espessa, de cinza-escuro a preto, com sulcos profundos. As árvores jovens têm folhas azul-esverdeadas a glaucas, de formato ovado a lanceolado ou curvo, medindo de 60 a 170 mm de comprimento por 16 a 75 mm de largura. Já as folhas adultas são brilhantes e verde em ambas as faces, lanceoladas a curvas, com 85 a 195 mm de comprimento e 12 a 38 mm de largura, sustentadas por um pecíolo de 10 a 20 mm.
Os gomos florais surgem nas axilas das folhas, em grupos de sete a quinze, sobre um pedúnculo não ramificado de 8 a 16 mm de comprimento. Cada gomo individual é sustentado por um pedicelo de 3 a 7 mm. Os gomos maduros têm formato oval a clavado, com 3 a 5 mm de comprimento e 3 a 4 mm de largura, e possuem uma caliptra arredondada ou achatada. A floração ocorre entre setembro e janeiro, produzindo flores brancas. Os frutos são cápsulas lenhosas, em forma de barril ou cone, medindo de 6 a 11 mm de comprimento por 6 a 9 mm de largura, com válvulas posicionadas próximas à borda.

## Taxonomia e nomenclatura
O Eucalyptus sieberi foi formalmente descrito em 1962 por Lawrie Johnson no periódico Contributions from the New South Wales Herbarium, com base em espécimes coletados por Joseph Henry Maiden em Blackheath [en] em 1899. O epíteto específico (sieberi) homenageia o botânico tcheco Franz Wilhelm Sieber.

## Distribuição e habitat
O Eucalyptus sieberi ocorre em florestas e bosques, frequentemente em povoamentos puros, sobre solos rasos de fertilidade baixa a média. É encontrado no sudeste de Queensland, nas encostas e planícies ocidentais de Nova Gales do Sul, no lado leste da Cordilheira Australiana em Victoria e no nordeste da Tasmânia.

## Usos
A madeira do Eucalyptus sieberi é utilizada na construção civil, em pisos, decks e cabos de ferramentas. É uma das principais espécies processadas para exportação de cavacos em Eden [en], destinada à fabricação de papel de escrita.

## Galeria
Características do Eucalyptus sieberi
- Folhas adultas
- Gomos florais
- Frutos
- Casca do tronco
- Casca dos ramos superiores